# Callipseustes continens
Callipseustes continens là một loài bướm đêm trong họ Geometridae.